# Kvarteret Cepheus

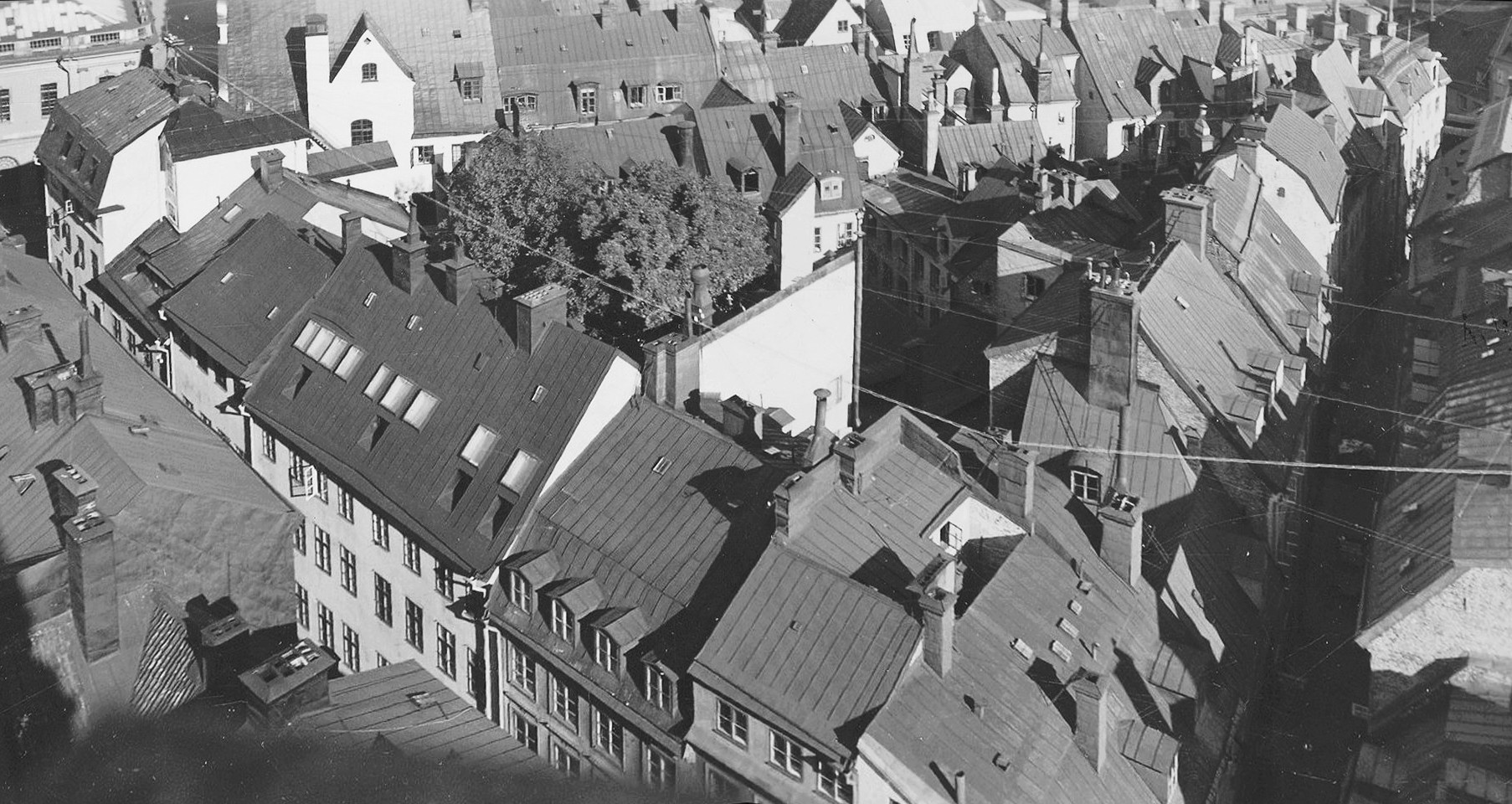
Kv Cepheus före saneringen

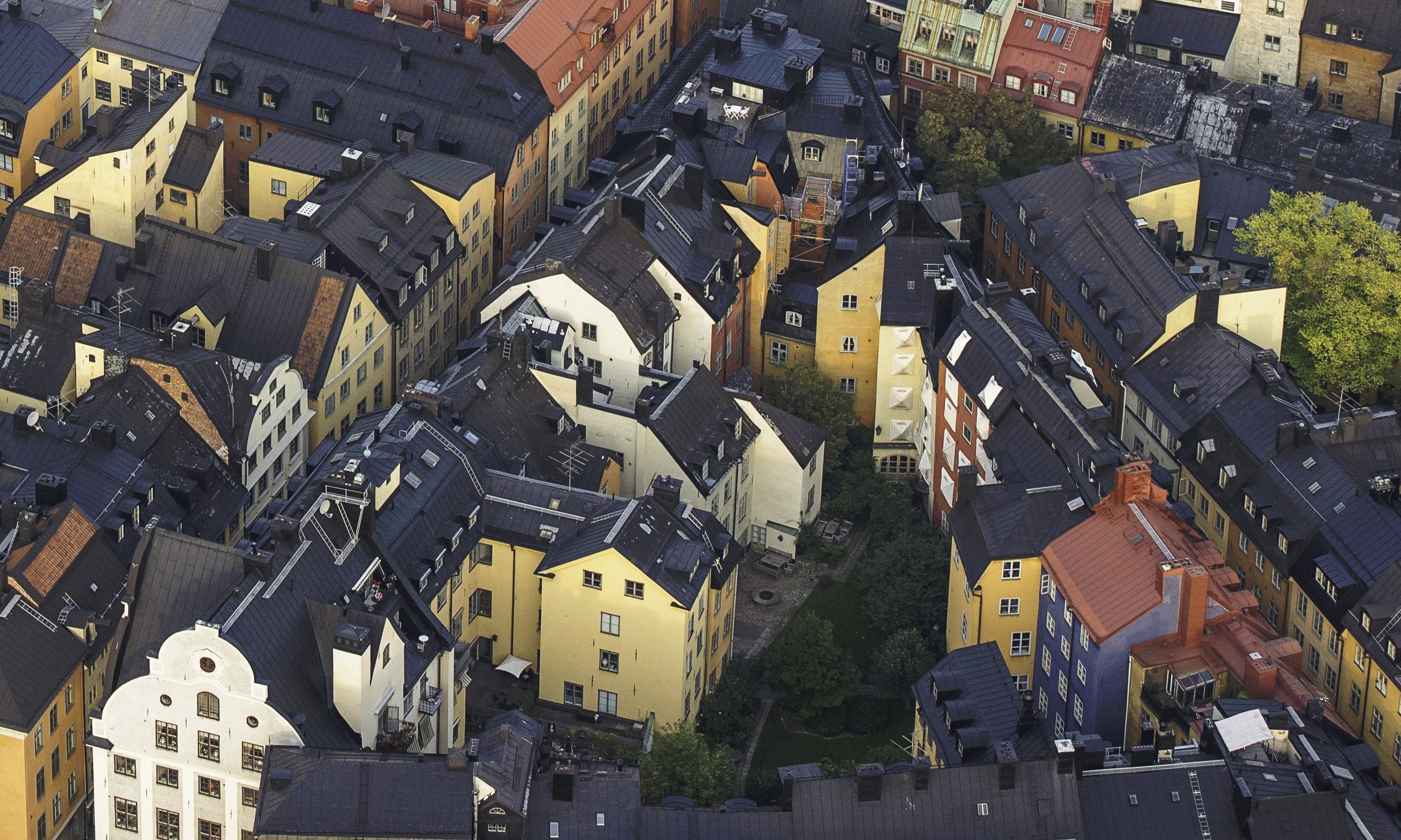
Kv Cepheus efter saneringen

Kvarteret Cepheus är ett triangelformat kvarter i stadsdelen Gamla stan i Stockholm med läge sydost om Stortorget. Kvarteret sanerades genom Samfundet Sankt Erik åren 1934–1970, då gårdshusen revs och man anlade Gamla stans enda större park.

## Namnet
Kepheus kommer från den grekiska mytologin, det är det latinska namnet på en kung i Etiopien, gift med Kassiopeia, far till Andromeda. De båda senare har också namngivet kvarter i Gamla stan.

## Bakgrunden

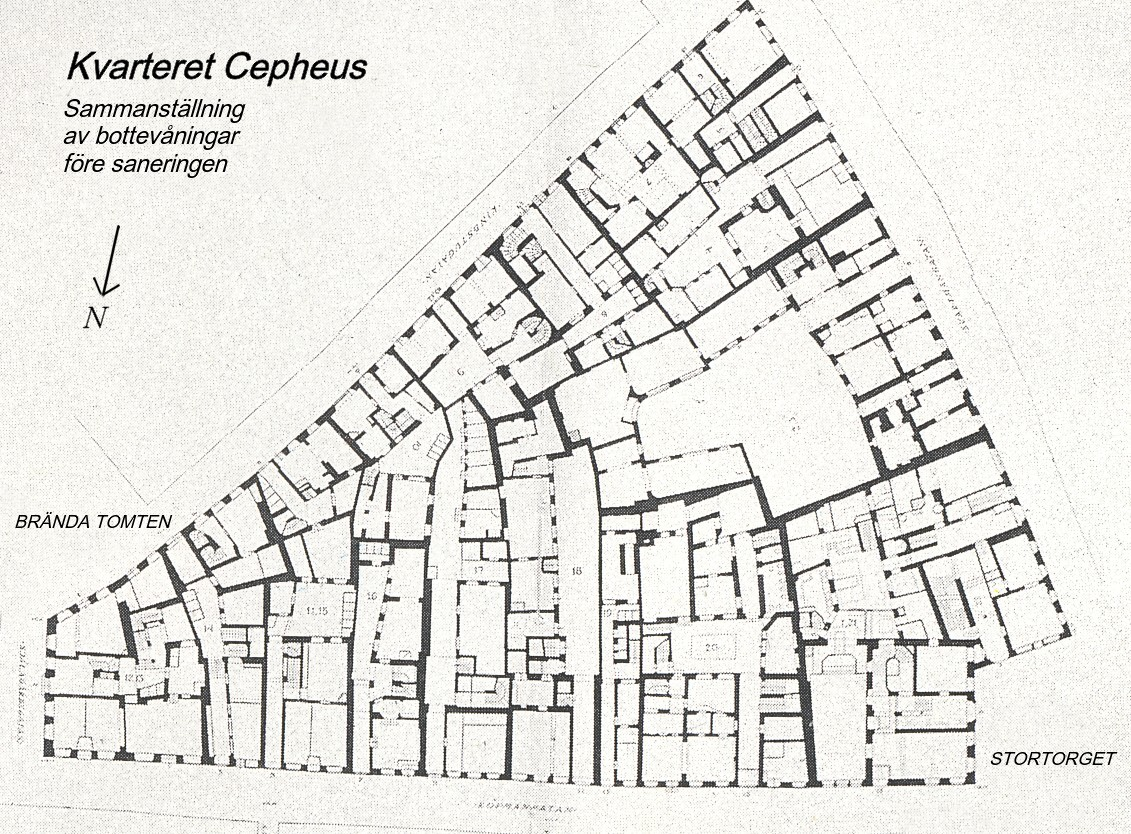
Kv Cepheus före saneringen

Cepheus är ett av Gamla stans största och äldsta kvarter sydost om Stortorget. Stadsdelen med sina trånga bakgårder, dit solen aldrig kom, dåliga sanitära förhållanden och trångboddhet gjorde att man på 1800-talet ansåg att Gamla stan var ”en kvarleva av medeltidens barbariska byggnadssätt”. Stadsdelen var mycket förslummad och kring 1800-talets mitt trängdes cirka 13 000 människor i förfallna kvarter. På 1840-talet lades de första regleringsplaner för Gamla stan fram, samtliga krävde en total rivning av bebyggelsen, med undantag för de stadskvarter väster om Stora Nygatan, som hade reglerats med stora rätvinkliga stadskvarter efter den ”stora vådelden” år 1625. 
Kring sekelskiftet 1900 fick man upp ögonen för de historiska värden som Gamla stans bebyggelse representerade. Konstnären Carl Larsson, själv född på Prästgatan, menade i ett uttalande 1904 att om han vore miljonär, så skulle han inköpa husen i Gamla stan, restaurera dem så noga som möjligt till deras ursprungligs skick samt utrusta dem med moderna tiders bekvämligheter. Opinionen för Gamla stans bevarande blev allt större, men det dröjde till 1930-talet innan Carl Larssons saneringsvisioner blev verklighet.

## Saneringen av kv Cepheus
På 1930-talet hade avskyn mot Gamla stans slumkvarter förbytts till stor respekt för stadsdelens historiska arv. År 1934 lät Samfundet Sankt Erik på prov sanera huset Kindstugatan 14 i kvarteret Cepheus. Resultatet ansågs mycket lyckat. Fastighetsägarna var dock helt ointresserade, hellre ville de sälja än betala för en stor rivning och ombyggnad. Därför bildades bolaget AB Stadsholmen med uppgift att restaurera och modernisera byggnaderna. 
Samfundet började systematiskt inköpa flera byggnader i kvarteret med pengar som hade lånats av staden. I kvarteret trängdes över 30 små byggnader kring trånga bakgårdar (några bara med en storlek av 2–3m²) och ett inre virrvarr av århundradens tillbyggnader. Medan andra stadskvarter i Gamla stan genomkorsas av gränder och gator, så var kv Cepheus en enda stor kompakt byggnadsvolym med gårdsschakt som skickade lite dagsljus till lägenheterna.
En minnestavla med texten Samfundet S:t Erik lät restaurera kv. Cepheus 1934-1970 påminner om saneringen.

## Historiska bilder

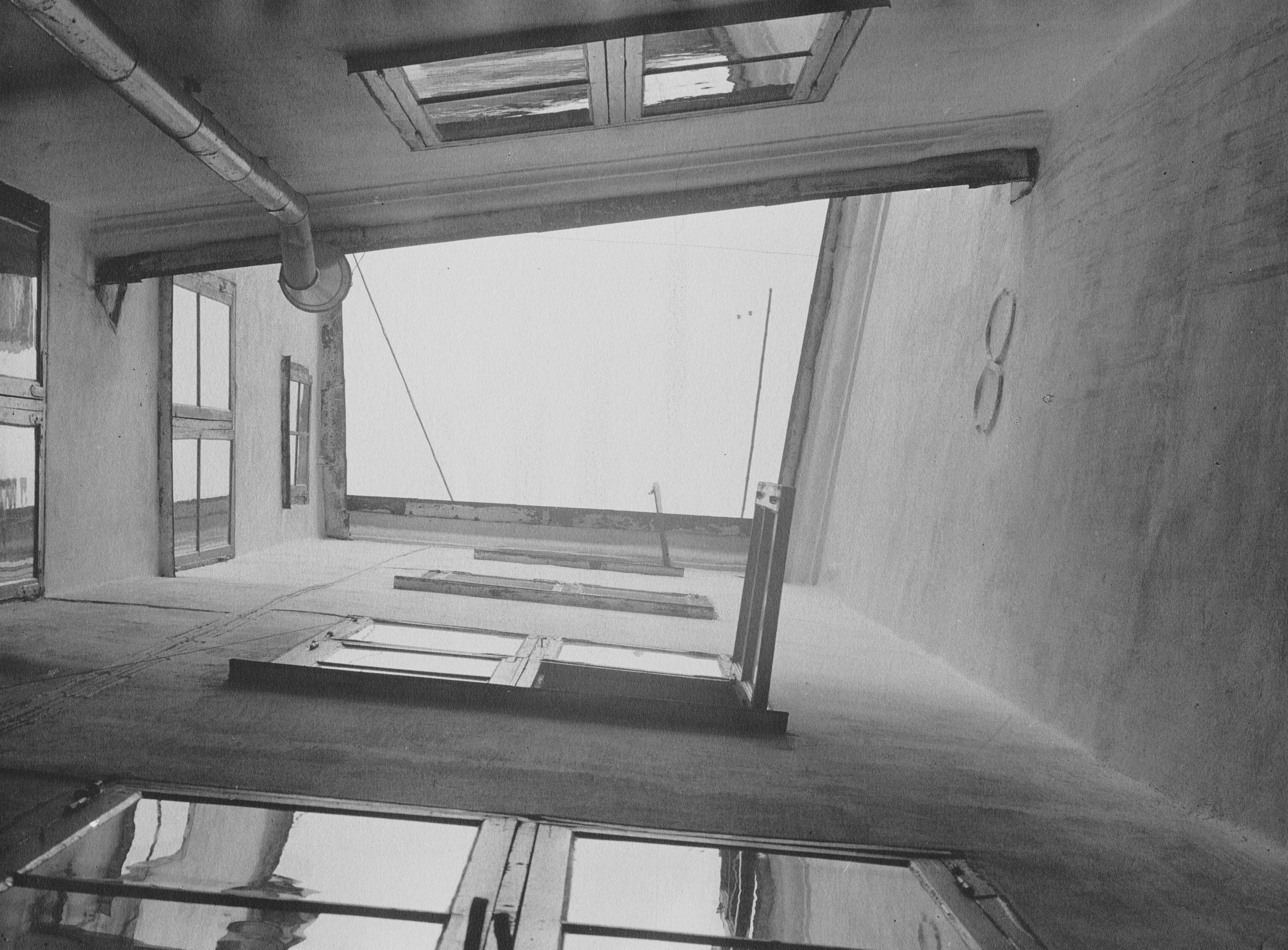
Gårdsschakt
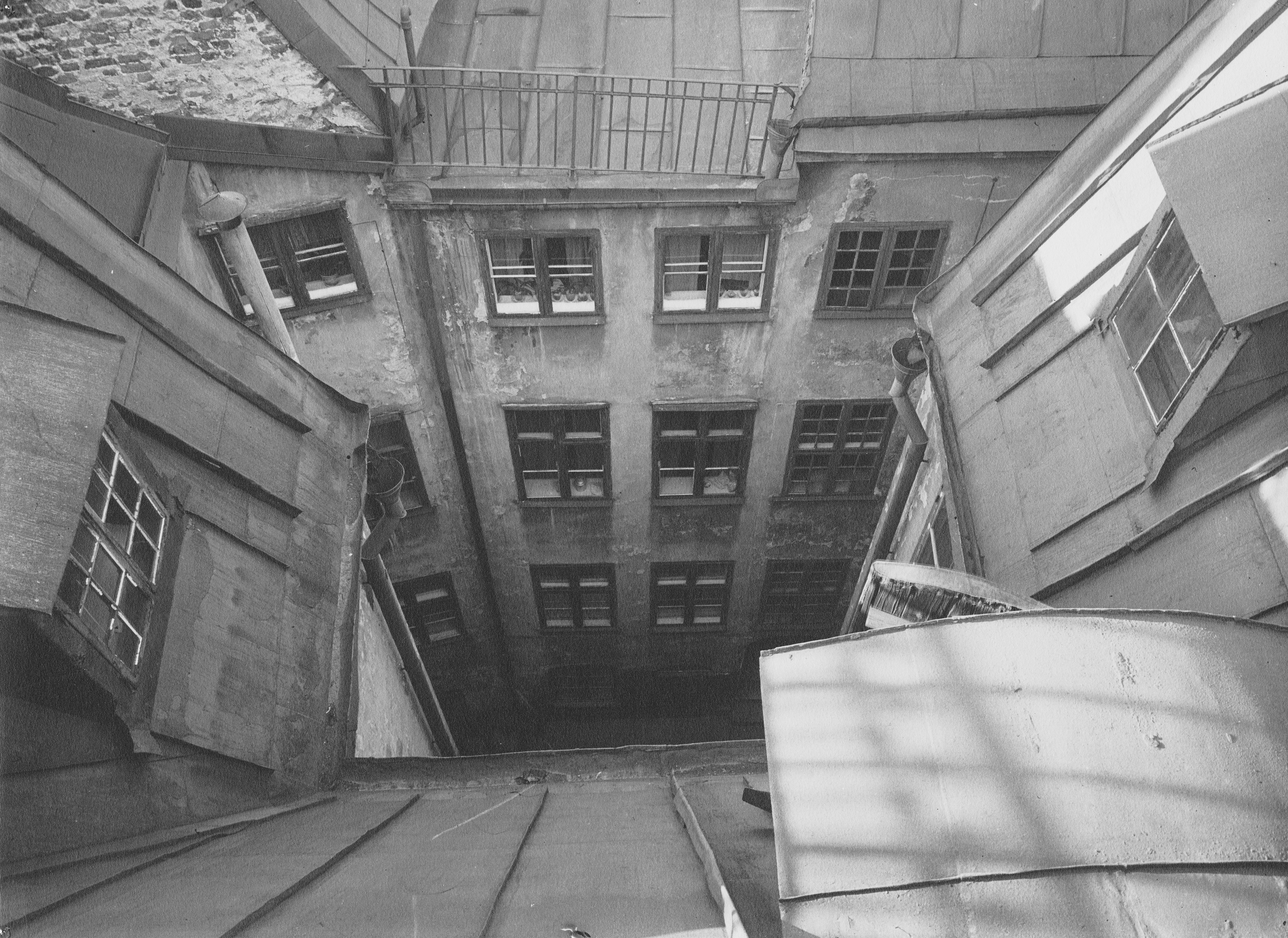
Bakgård
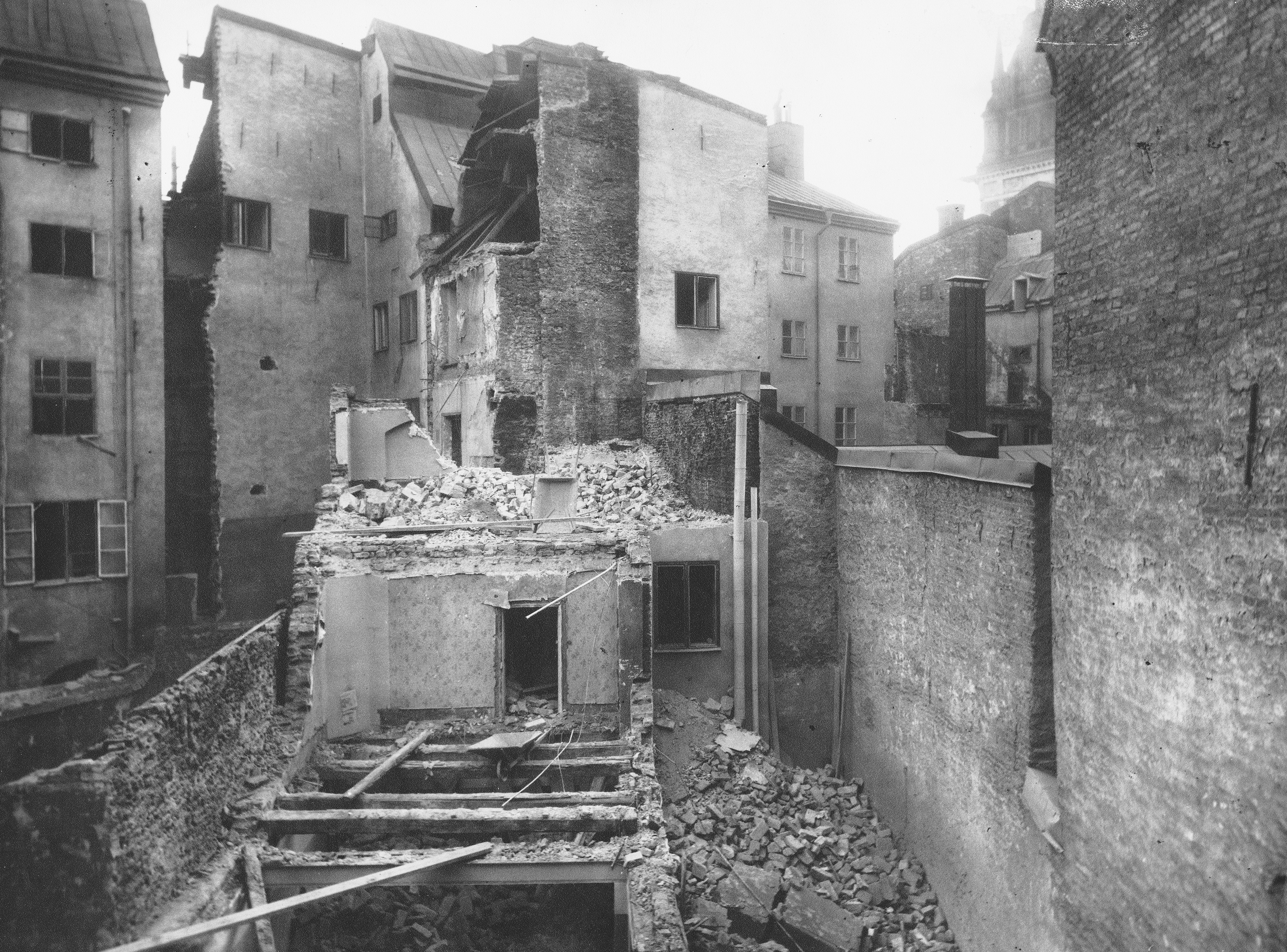
Rivning
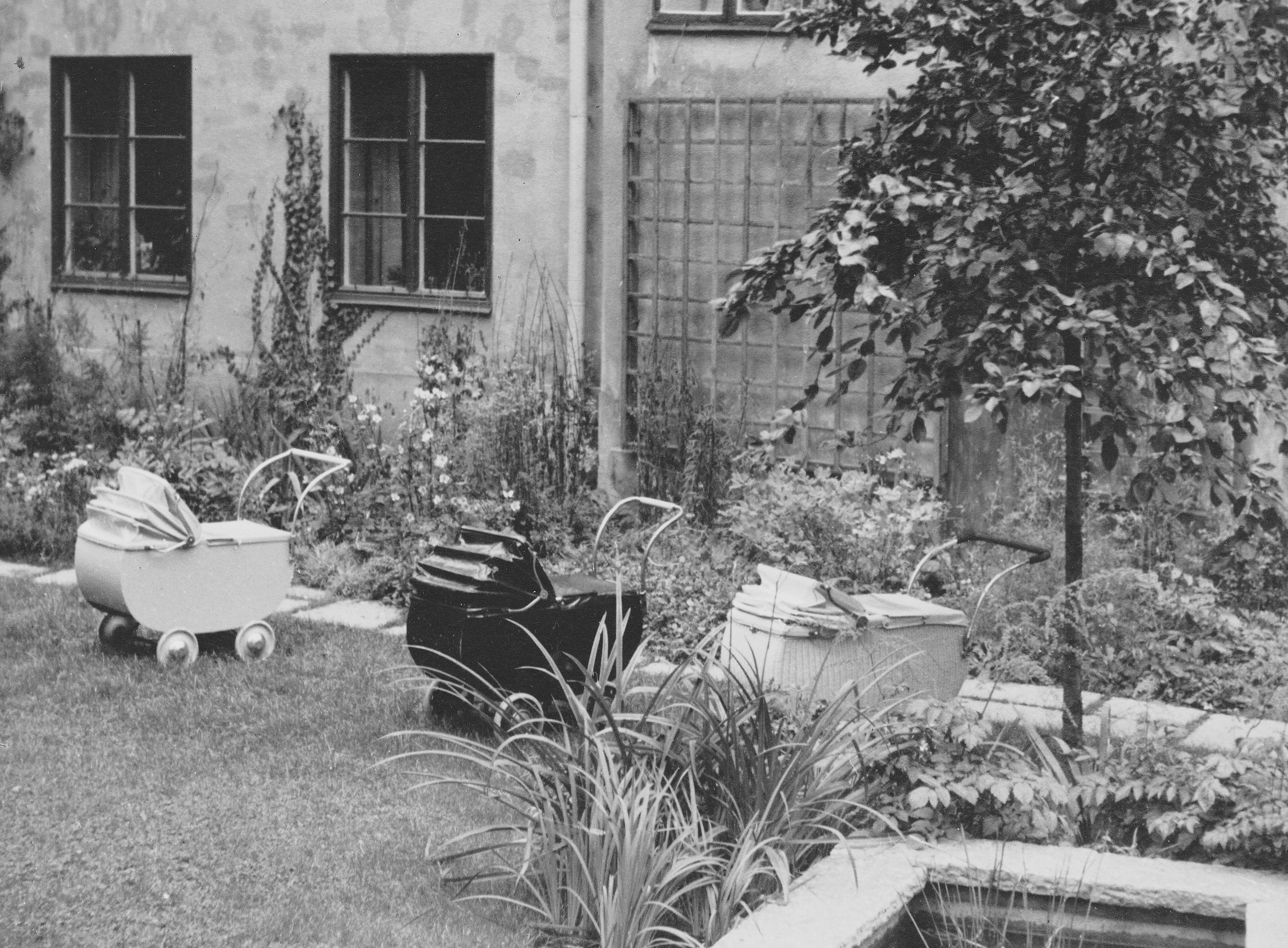
Efter saneringen 1943
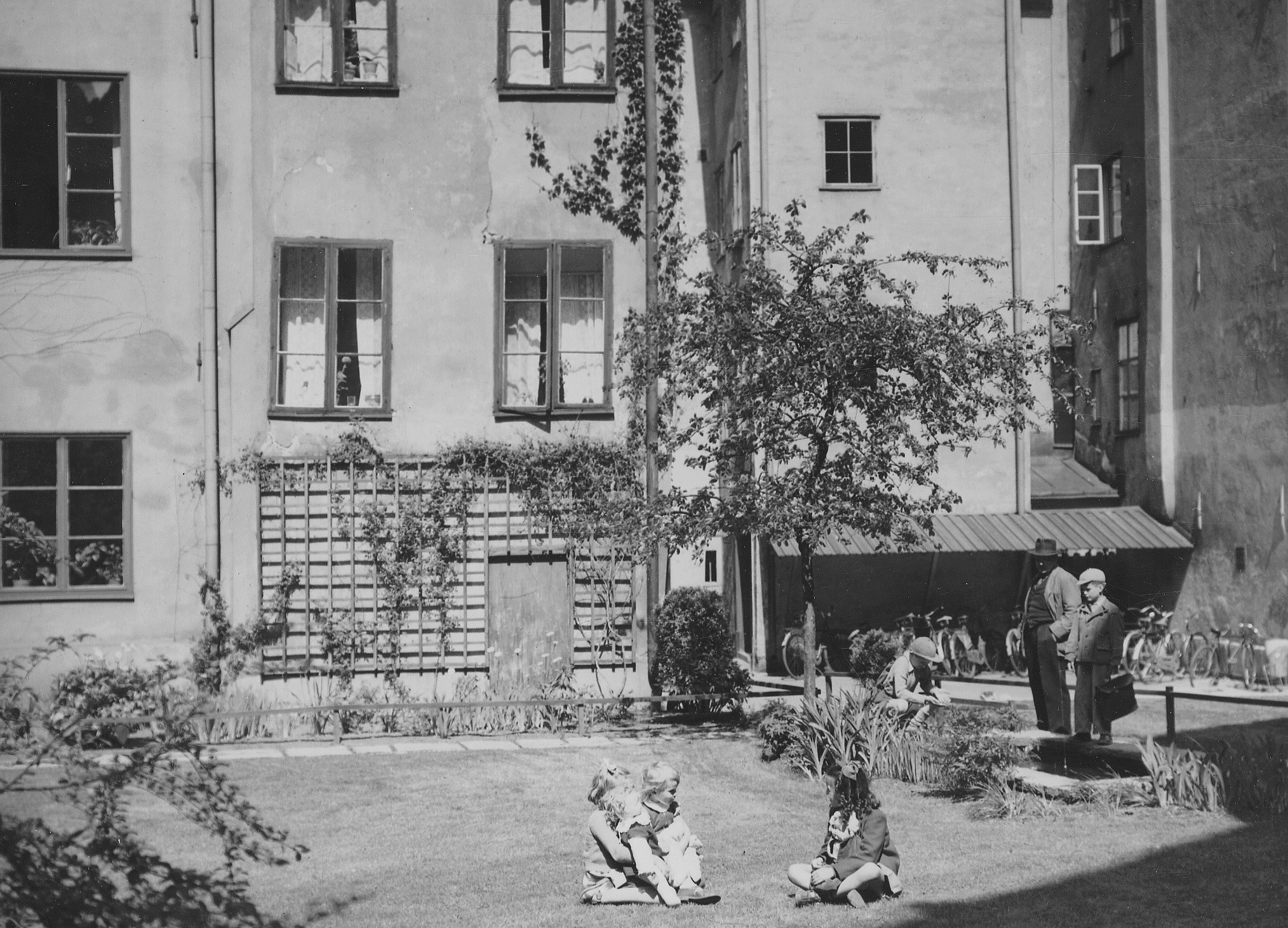
Efter saneringen 1950

År 1936 drogs ett omfattande saneringsprojekt igång under ledning av arkitekten Albin Stark. Tretton gårdshus revs och i stället anlades en sammanhängande innergård, där Gamla stans första större park skapades. I de moderniserade små lägenheterna flyttade i slutet av 1930-talet radikala arkitekter och unga nygifta par in. ”Smekmånadskvarteret” blev för en tid namnet på Cepheus. Under de följande åren fram till 1970 rustades husen längs gatorna upp och moderniserades efter ritningar av Albin Starks son, arkitekt Erik Stark. Alla byggnader undersöktes av Stockholms stadsmuseum som fann bjälklag och andra byggnadsdetaljer som överraskade med sin ålder och sitt kulturhistoriska värde.
Albin Stark hade gjort upp liknande saneringsplaner för kvarteren Cassiopea, Cygnus, Ceres och Phaeton, planerna förverkligades dock bara i kvarteret Cepheus och i det mycket mindre Cygnus.

## Nutida bilder

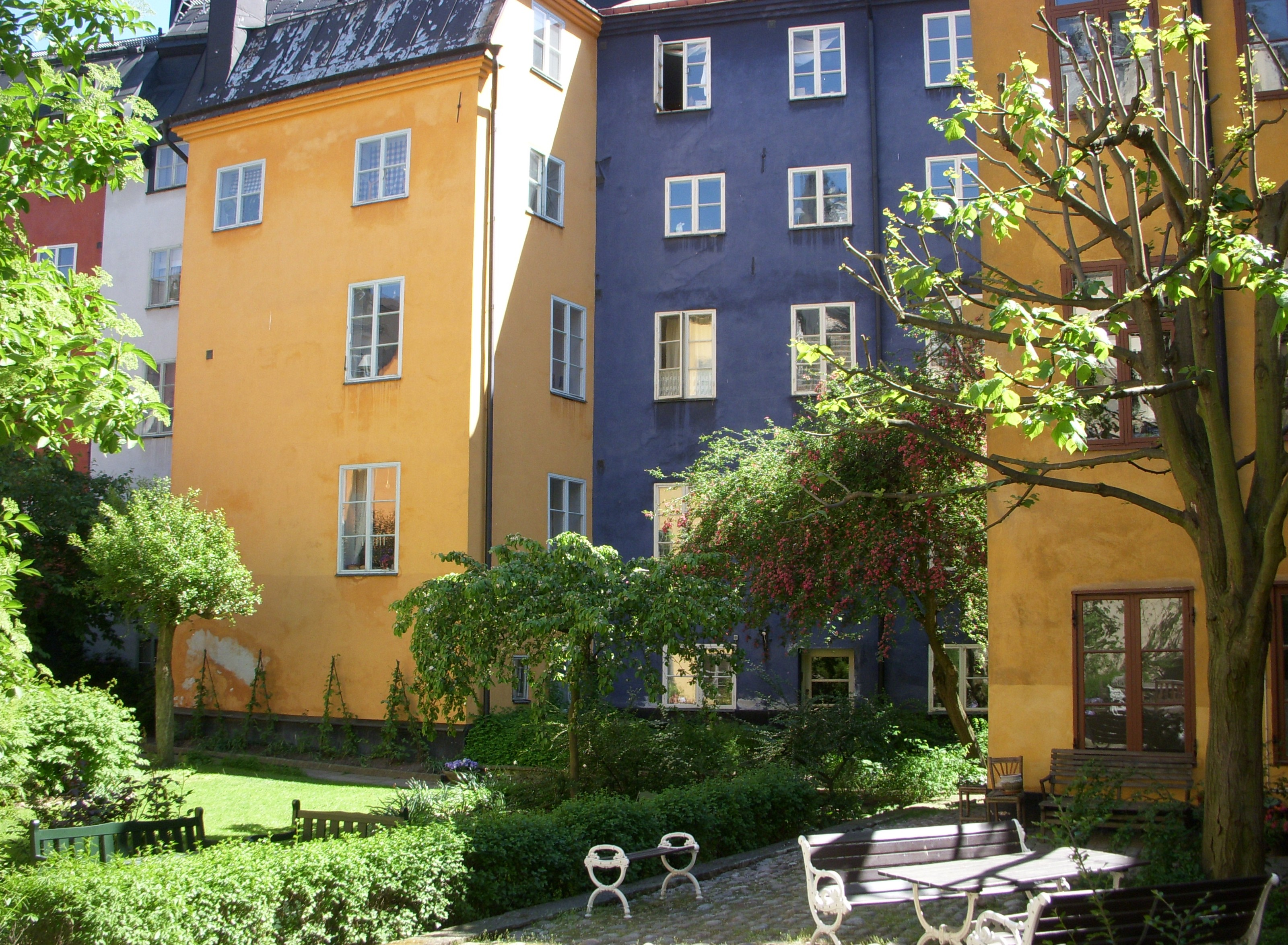
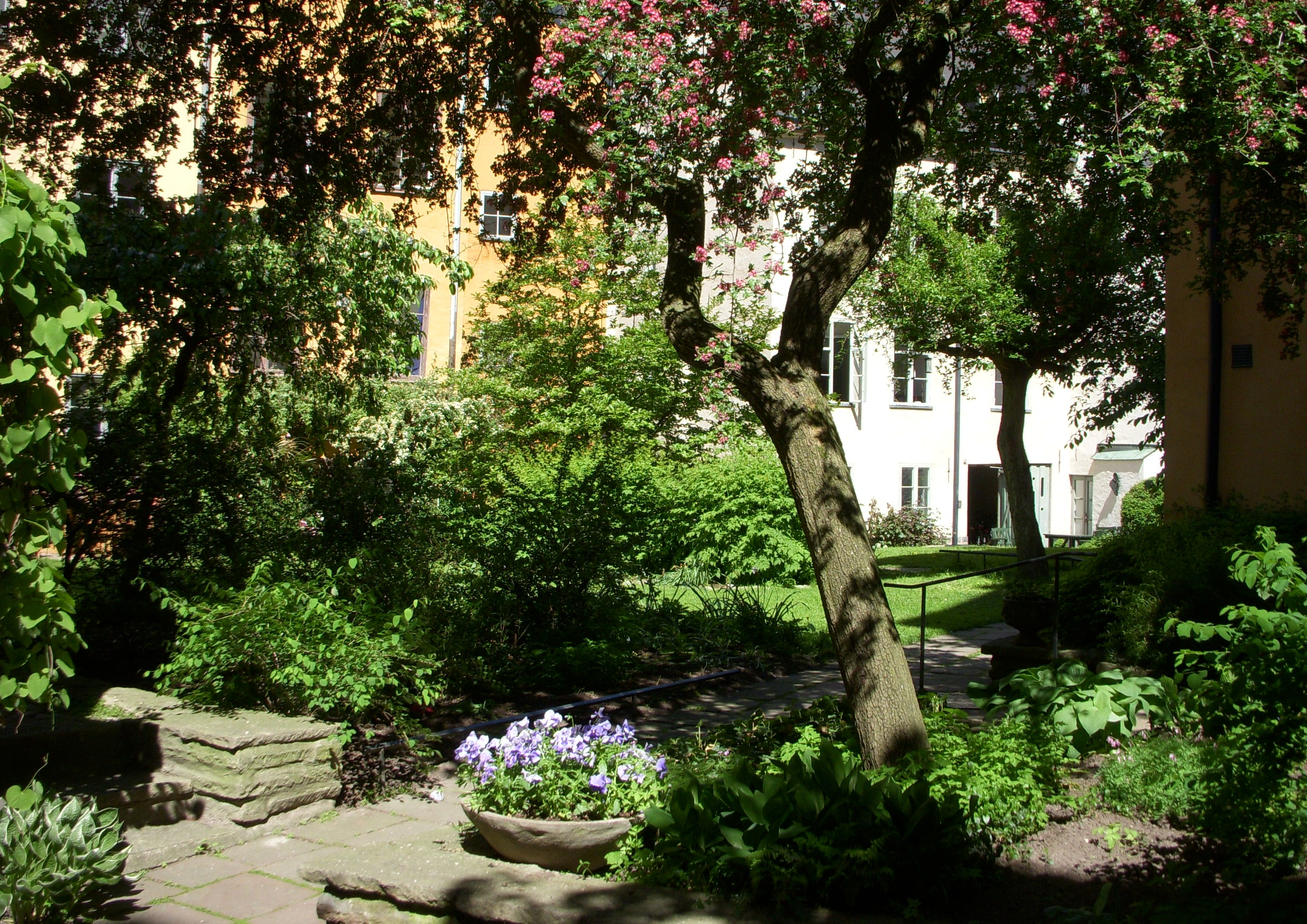
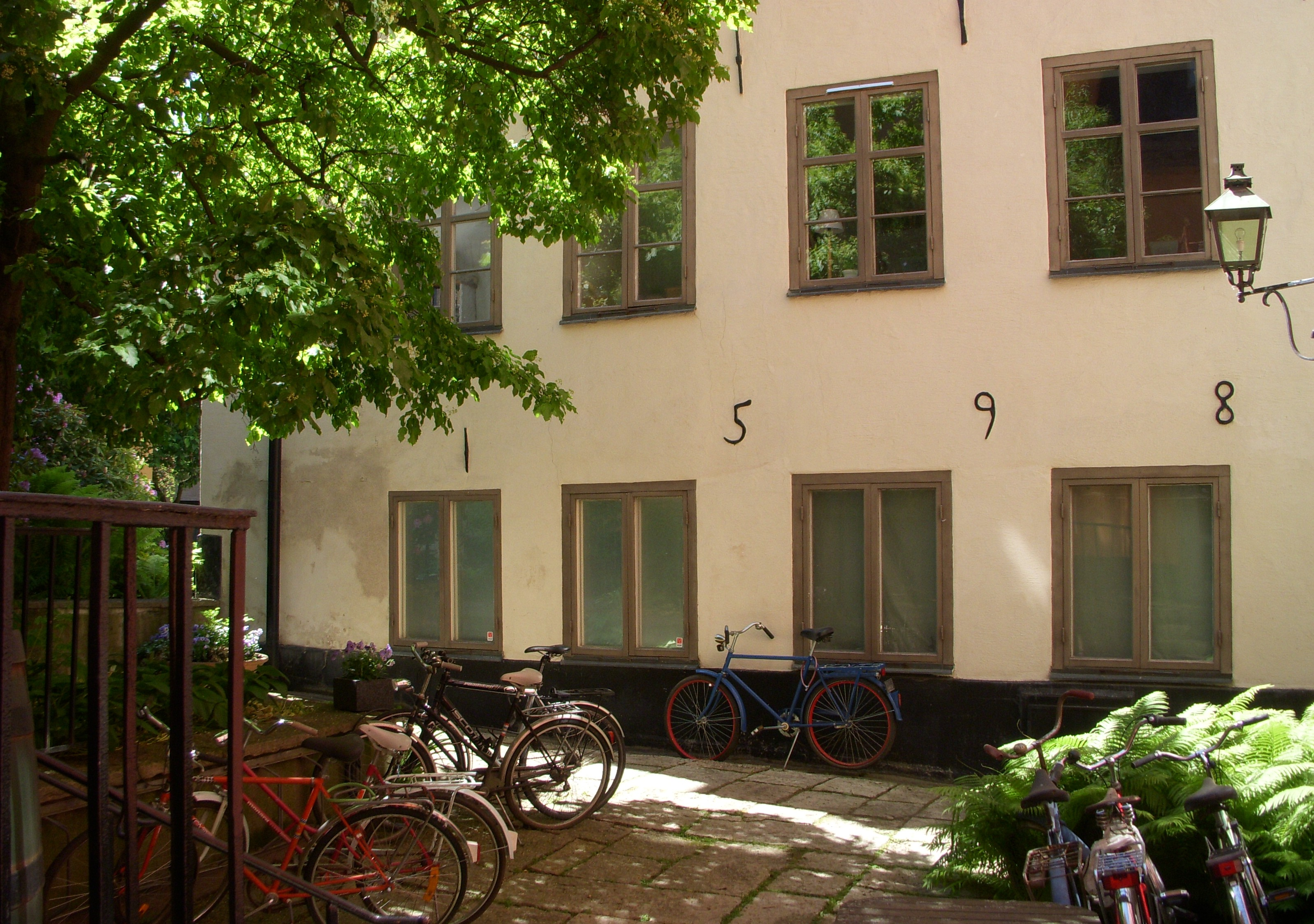
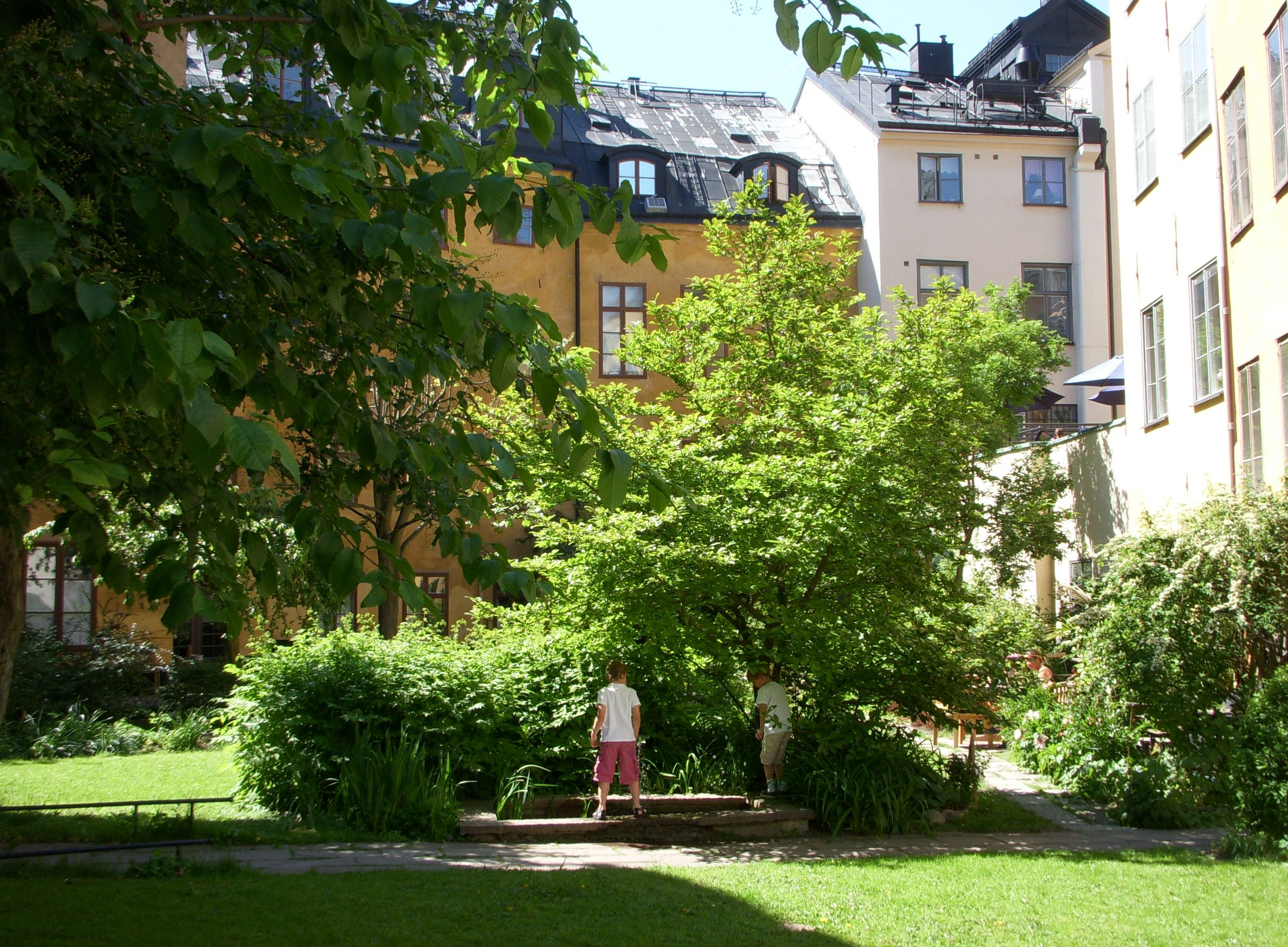
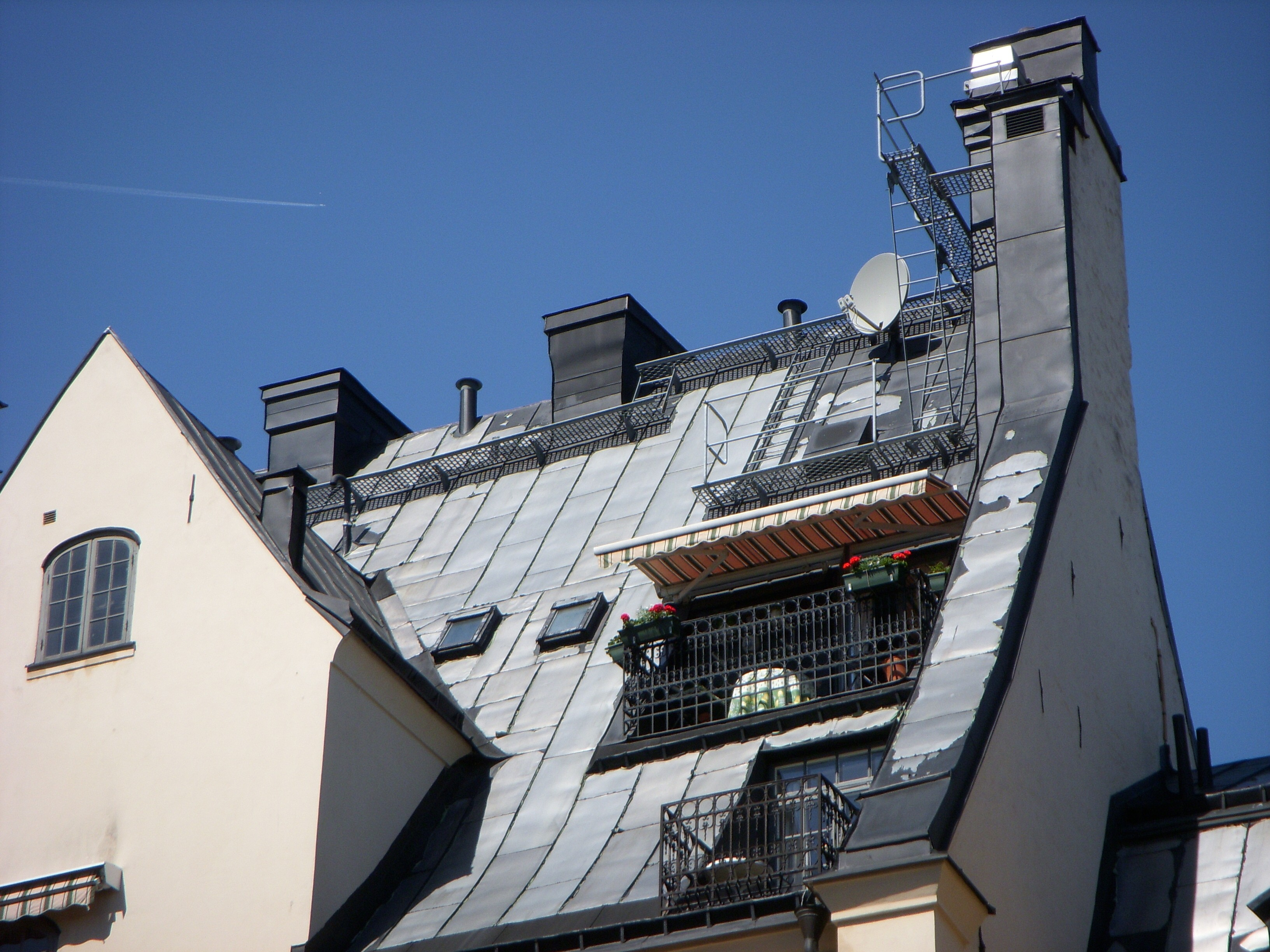

## Byggnader i urval

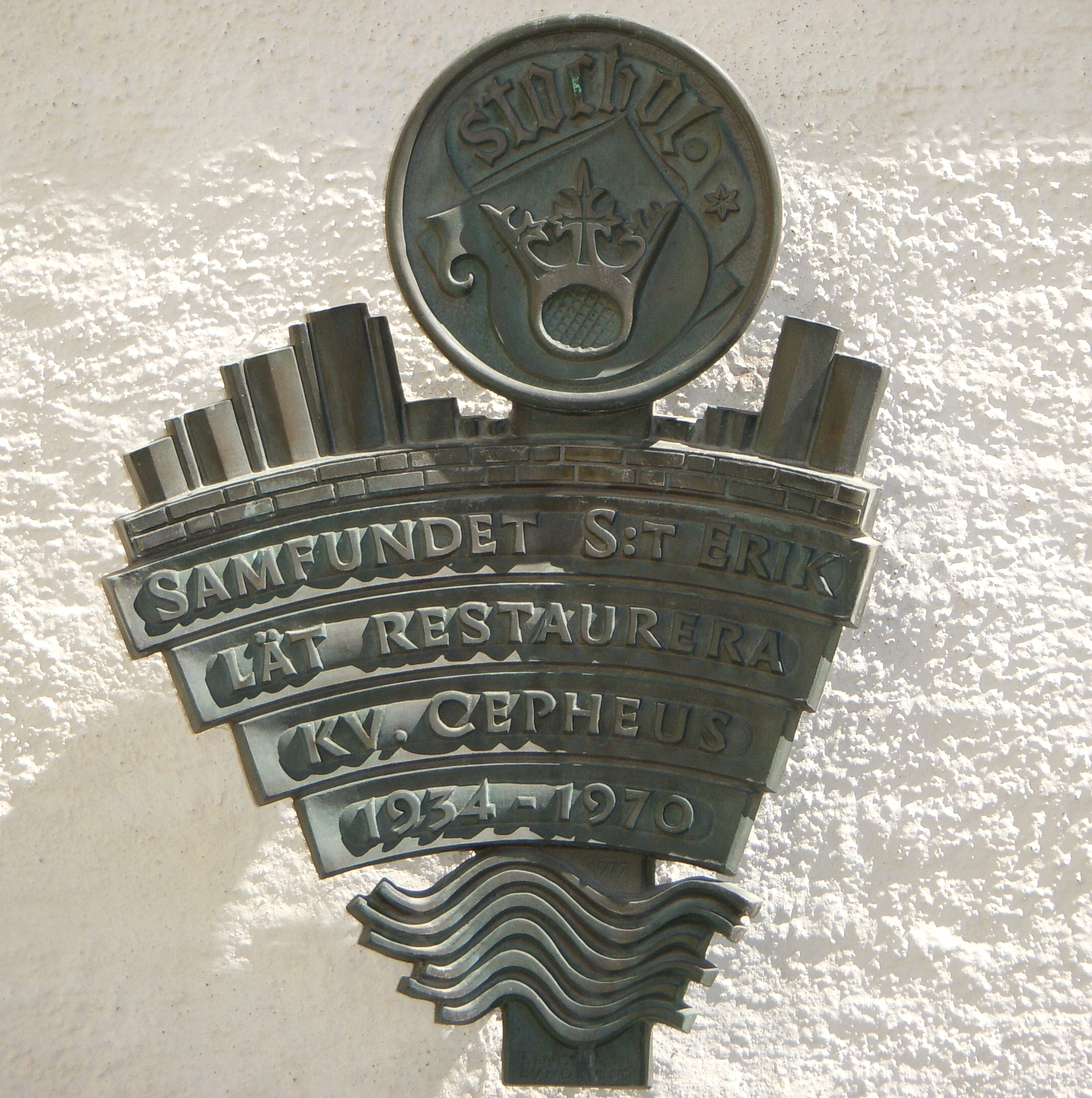
S:t Eriks minnestavla.

- Stortorget 3–5 (Grillska huset, byggår ca 1650)
- Köpmangatan 3–17 (byggår ca 1598)
- Själagårdsgatan 2 och Kindstugatan 2–4: Bartelska och Törneska husen (1660 respektive 1594)
- Kindstugatan 2–18 (byggår ca 1600-1700)
- Svartmangatan 7–15, inklusive Nummerlotteriets hus (nr 9, Cepheus 2–3)[4]